# Предание о цветке стиля
«Предание о цветке стиля» (Фуси Кадэн или Кадэнсё) — самый известный трактат Дзэами Мотокиё, написанный в период с 1400 по 1402 год. Дзэами Мотокиё первым в Японии разработал полное учение об актёрском искусстве. Истинную красоту, которую может явить настоящий мастер, Дзэами, по буддистской традиции, называет цветком.  
Взгляды, выраженные в трактатах Дзэами Мотокиё, часто сравнивают с «Поэтикой» Аристотеля, а последовательное и подробное «пособие» актёрского мастерства саругаку (другое название традиционного театра Но) — с системой Станиславского.

## Учение об актёрском искусстве
«Так вот: говорят, действо саругаку-эннен, если доискиваться до его истоков, либо возникло на родине Будды, либо унаследовано от эры богов». Дзэами Мотокиё
По преданию, когда богиня солнца Аматэрасу, скрываясь от своего брата Сусаноо, спряталась в небесном гроте и мир погрузился во тьму, боги поставили перед гротом зеркало и перевёрнутый котёл, на котором стала танцевать богиня Амэ-но-удзумэ-но микото. Этот танец Дзэами называет началом саругаку. Сама богиня Удзумэ считалась богиней радости, танцев и театра. 
Исторически рождение театра Но датируется 14 веком, когда было создано ёкёку — драма Но, а деятельность актёров Но — саругаку-хосиб приобрела широкий размах. Центром нового искусства стал Киото. За короткое время оно выдвинулось на первый план в культуре своего времени.
Уже с середине 15 века во всех труппах Но из поколения в поколение передавались трактаты по исполнительскому искусству. Хранились они только у лучших актёров и в строгой секретности. Предполагается, что в эпоху расцвета искусства Но были написаны десятки трудов о природе театра и наставлений в актёрском мастерстве. Однако до нас дошли лишь трактаты Дзэами Мотокиё и его зятя Компару Дзэнтику .
Всего известно 24 трактата, написанных Дзэами, и множество поздних работ, подписанных его именем. Из них каноническими считаются семь:
- Кадэнсё («Предание о цветке стиля») — 1400-1402, 1418;
- Какё («Зерцало цветка»);
- Сикадо («Путь достижения цветка») — 1420;
- Никёку сантай эдзу («Книга с зарисовками о двух искусствах и трёх формах») — 1421;
- Югаку сюдофукэн («Воззрения на стиль и на пути познания югаку») (югаку — буквально, «потешное искусство», одно из ранних названий саругаку);
- Кюи («Девять ступеней»);
- Носакюсё, или Сандо («Книга о том, как писать Но», или «Три пути»).

Трактаты бережно переписывались и хранились в семьях старшего сына Дзэами Мотомаса и его зятя Дзэнтику. Первые попытки опубликовать «Кадэнсё» предпринимались ещё в 17 веке: в 1665 году для широкого круга читателей был издан пересказ трактата под заголовком Хатитёхон Кадэнсё («Предание о цветке в восьми тетрадях»). Однако «книгой для лёгкого чтения» её никак нельзя было назвать: уже хотя бы в силу своей узкой направленности «Предание о цветке стиля» не нашло широкого распространения. В актёрской среде саругаку эти трактаты тайно передавались, как некое сокровище, ещё несколько веков, пока в 1909 году не попали в руки известного учёного-филолога Того Ёсида, который впоследствии издал свой знаменитый труд Дзэами дзюрокубусю дзёдзэцу («Комментированное собрание 16 трактатов Дзэами»), ставший эпохальным в истории изучения театра Но. (На самом деле в собрание вошли 15 трактатов, в том числе Кадэнсё, который был опубликован без шестой части, а его седьмая глава была представлена, как отдельный трактат). Однако это издание вскоре погибло во время великого землетрясения в Канто в 1923 году. Но после труда Того Ёсиды школы Но, в которых хранились рукописи Дзэами и их копии, одна за другой стали публиковать их. Таким образом была восстановлена шестая глава Кадэнсё. Считается, что уже к 1956 году читатели получили возможность ознакомиться с 21 трактатом Дзэами, то есть со всеми, дошедшими до 20 столетия, трудами «японского Станиславского».

## Оглавление
Трактат «Предание о цветке стиля» состоит из семи частей:
1. Наставления о занятиях сообразно течению лет
2. Наставления о мономанэ
3. Беседы
4. Часть четвёртая, повествующая о божественных церемониях
5. О сокровенных принципах
6. Часть шестая, повествующая о достижении цветка
7. Особые изустные тайны

## Основные положения Кадэнсё или Фуси кадэн

### Наставления о занятиях сообразно течению лет
Обучение актёрскому мастерству, по мнению Дзэами, должно продолжаться на протяжении всей жизни. Родившийся в актёрской семье и унаследовавший искусство предков ребёнок уже в 7 лет приступает к занятиям. Однако в этом возрасте его нельзя заставлять учиться слишком усердно, «требовать от дитя упражняться в чём-либо ином, кроме пения, танца хатараки и танца маи, никак не годиться». В этом возрасте ребёнок наделён счастливым талантом некоего совершенного стиля: всё, что он делает, утончённо и естественно. Однако опытным актёрам непременно нужно наставлять его, при этом не поучая прямо — это хорошо, а это плохо. «Когда увещевают слишком чувствительно, ребёнок теряет расположение к занятиям. А если искусство становится в тягость, то вскоре и способности прерываются». Также ребёнка нельзя посвящать в тонкости искусства подражания, а на многолюдных представлениях его можно выпустить на сцену в третьей или четвёртой пьесе, позволяя ему «выступить в его излюбленном стиле».
В период с 12-13 лет, когда ребёнок способен «сердцем постигнуть мастерство», следует обучить его всем видам мономанэ — искусства подражания. Это самый счастливый возраст в жизни актёра, обучение даётся ему легко, и что бы ни делал юноша, в его действиях будет югэн (изящество). В этом возрасте, как пишет Дзэами, «дурное сокрыто, прекрасное же — вдвойне привлекательно». Однако цветок (прекрасное) в этом возрасте не есть истинный цветок мастера, он пройдёт со временем, когда лицо и голос повзрослевшего актёра уже не будут такими нежными и привлекательными. 
В 17-18 лет молодой актёр как раз теряет цветок юности. Голос его ломается, а внешность становится угловатой, поэтому занятия в этот период не дают никаких результатов. Однако именно в это время очень важно не падать духом и не прекращать упражнения, так как без них не удастся достичь истинного цветка мастерства. 
Возраст 24-25 лет называют «новоначалием». В это время голос актёра уже выправился, его сложение прекрасно, к тому же дают плоды долгие учения. В этом возрасте актёр может продемонстрировать настоящее мастерство и вызвать восхищение зрителей. Но именно это является главной опасностью на этом этапе пути: возгордившись, молодой исполнитель саругаку может посчитать, что уже достиг истинного цветка мастерства, хотя на самом деле это не так. «Сердце человека, принимающего временный цветок за истинный, является сердцем, явно уходящим от подлинного цветка... Людям, очарованным этим временным цветком, неведомо, что вскоре сей цветок будет утрачен». Поэтому следует продолжить упорные занятия, а также «необходимо погружаться в созерцательные размышления».
Возраст 34-35 лет и есть вершина мастерства. Именно в это время актёр достигает подлинного цветка ханна и получает признание в Поднебесной (именно так Дзэами называет Японию). Весь ужас этого, казалось бы, счастливого времени заключается в том, что если к этому этапу актёр не стал подлинным мастером и не заслужил признания, сделать это потом будет уже невозможно. «Это время осознания прошлого и время осмысления манеры игры на грядущие годы», — пишет Дзэами.
В 44-45 лет актёр постепенно утрачивает ловкость. Поэтому ему следует тщательно выбирать пьесы и избегать ролей, требующих физического напряжения. В этом возрасте также стоит меньше предаваться искусству мономанэ, играть в присущем тебе стиле — легко и непринуждённо. «Тот, кто знает собственную плоть, мудр в сердце своём», — пишет Дзэами.
После 50-и лет ситэ (главный актёр) передаёт всё больше и больше пьес ваки-но ситэ (второму актёру), а себе оставляет только лёгкие пьесы, которые он сможет украсить своим талантом.
Ещё одной ступенью актёрского мастерства Дзэами считал умение писать пьесы Но. Написанием пьес для своей труппы занимались как раз самые опытные актёры, у которых оставалось всё больше свободного от учения времени.

### Наставления о мономанэ
«Мономанэ является сердцевиной нашего пути», — отмечает Дзэами в начале второй главы Кадэнсё. Дзэами выделяет 10 видов мономанэ: настоящий мастер должен овладеть хотя бы 8-9-ю. По сути, виды мономанэ — это умение подражать тому или иному типу персонажей, распространённых в пьесах Но. Дзэами подробно описывает их, отмечая сложности исполнения каждого персонажа и тонкие места в игре, где актёр может с лёгкостью ошибиться. 
Дзэами выделяет следующие архетипы персонажей Но:
- Женщина
- Старик
- Открытое лицо
- Одержимый
- Монах
- Дух воина
- Божество
- Демон

Архетипы Женщина и Старик могут показаться обычными и несложными, тем более, что женщин в театре Но обычно играют молодые ситэ. Однако именно в исполнении этих персонажей надо проявить наблюдательность, внимание к мельчайшим деталям и тонкость восприятия, чтобы избежать карикатурности изображения, а также суметь передать различия, например, между простой женщиной и утончённой аристократкой. Ещё одной сложностью в изображении женщины высших слоёв является то, что зачастую актёру не дано хотя бы раз увидеть девушку из аристократической семьи, чтобы использовать искусство мономанэ. Однако в этом случае нужно как следует расспросить служанок или других людей, видевших подобную женщину и применить воображение. Сложность же подражания старику, тем более старцу-аристократу, по мнению Дзэами, состоит в том, что актёр не может перевоплотиться в умудрённого опытом старика, не будучи сам при этом опытным — в искусстве Но и в жизни.
Самым интересным персонажем Дзэами называет Одержимого. Однако этот типаж невероятно сложен потому, что актёр должен различать разные виды одержимости: есть люди, преследуемые злыми духами, а есть люди, потерявшие рассудок из-за долгой разлуки с родителями, или детьми. Подражание вторым, конечно же, намного сложнее.
Ещё одной тонкостью в искусстве мономанэ является необходимость чёткого различия между персонажами и внешними приёмами (движения, голос, манера говорить), присущими тому или иному архетипу. Так, Дух воина тоже можно назвать Одержимым, потому что он одержим идеей мести тем, кто лишил его покоя. С другой стороны, Дух воина может быть также ужасен, как Демон, но Демон должен быть более грозным, поскольку он не является и никогда не был человеком — это существо высшего порядка. С этой точки зрения Демон похож на Божество, Божество тоже может быть грозным, но, в отличие от Демона, оно не так опасно и неистово.
Сложность игры с открытым лицом вместо традиционной маски Но Дзэами отмечает особо, даже выделив этот тип ролей в отдельную группу. Интересно то, что Дзэами считает, что играя с открытым лицом, как раз не следует усердствовать в изменении выражения лица — играть нужно всем телом, уподобляясь человеку или вещи поведением, а лицо следует оставить простым, свойственным самому актёру.

### Беседы
В главе «Беседы» Дзэами в виде диалога — вопросов и ёмких ответов, объясняет основные положения искусства саругаку. Например, рассказывает о принципе ин-ё, согласно которому нужно выбирать пьесы для дневного и ночного представления, чтобы сохранить гармонию между зрителями и действием, происходящим на сцене. В этой системе ин — это ночь, а ё — день. Шумные энергичные пьесы несут в себе дух ё, а лирические изящные представления — дух ин. Настроение зрителя также бывает «дневным» и «ночным». Поэтому днём, когда зритель и так активен и возбуждён, его надо успокоить пьесой в духе ин, а ночью, когда у зрителя преобладает дух ин, нужно разбудить его быстрой пьесой.
Ещё один принцип выбора произведений для дневного представления, на котором традиционно разыгрывается три пьесы, является принцип дзё-ха-кю, согласно которому первая пьеса представления может быть и не очень хорошей, но «в ней должны быть величальные слова». В начале представления зритель ещё ждёт, что самая лучшая пьеса будет разыграна после, поэтому первая пьеса вряд ли потерпит неудачу: это только начало — дзю. Зато вторая пьеса — ха — должна быть несомненно лучшей и вознаградить зрителя за ожидание. Завершающая пьеса представления непременно должна быть быстрой и развеселить зрителя, по принципу кю.
В главе «Беседы» Дзэами по сути отвечает на вопросы, которые волнуют ситэ, например, как победить на соревновании мастеров саругаку, или как распознать ступени мастерства. Мастерство исполнителя саругаку Дзэами называет Кураи. Кураи — это постепенное накопление мастерства, которое Дзэами делит на 9 ступеней и 3 триады. Восхождение по ступеням мастерства Дзэами подробно описывает в трактате Кюи.

### О достижении цветка
Как ни странно, подлинным достижением цветка Дзэами считает тот уровень мастерства, когда опытный актёр способен сам написать пьесу Но. Причём «по мере возрастания очерёдности пьес необходимо писать их всё более и более изощрённо», то есть с каждой новой пьесой должно совершенствоваться мастерство актёра в качестве драматурга. Интересно, что умение писать для театра Но Дзэами считает таким же обязательным для актёра, как и умение петь и танцевать. Потому как со временем актёр будет вынужден искать всё новые и новые пьесы подходящие ему по стилю игры, а мастерство написания пьес позволит ему создавать для себя новые роли.
«И ещё. Решая, хороша, или дурна пьеса, необходимо разуметь, созвучна ли она достоинству актёра». Дзэами Мотокиё.